# ارگ طبس

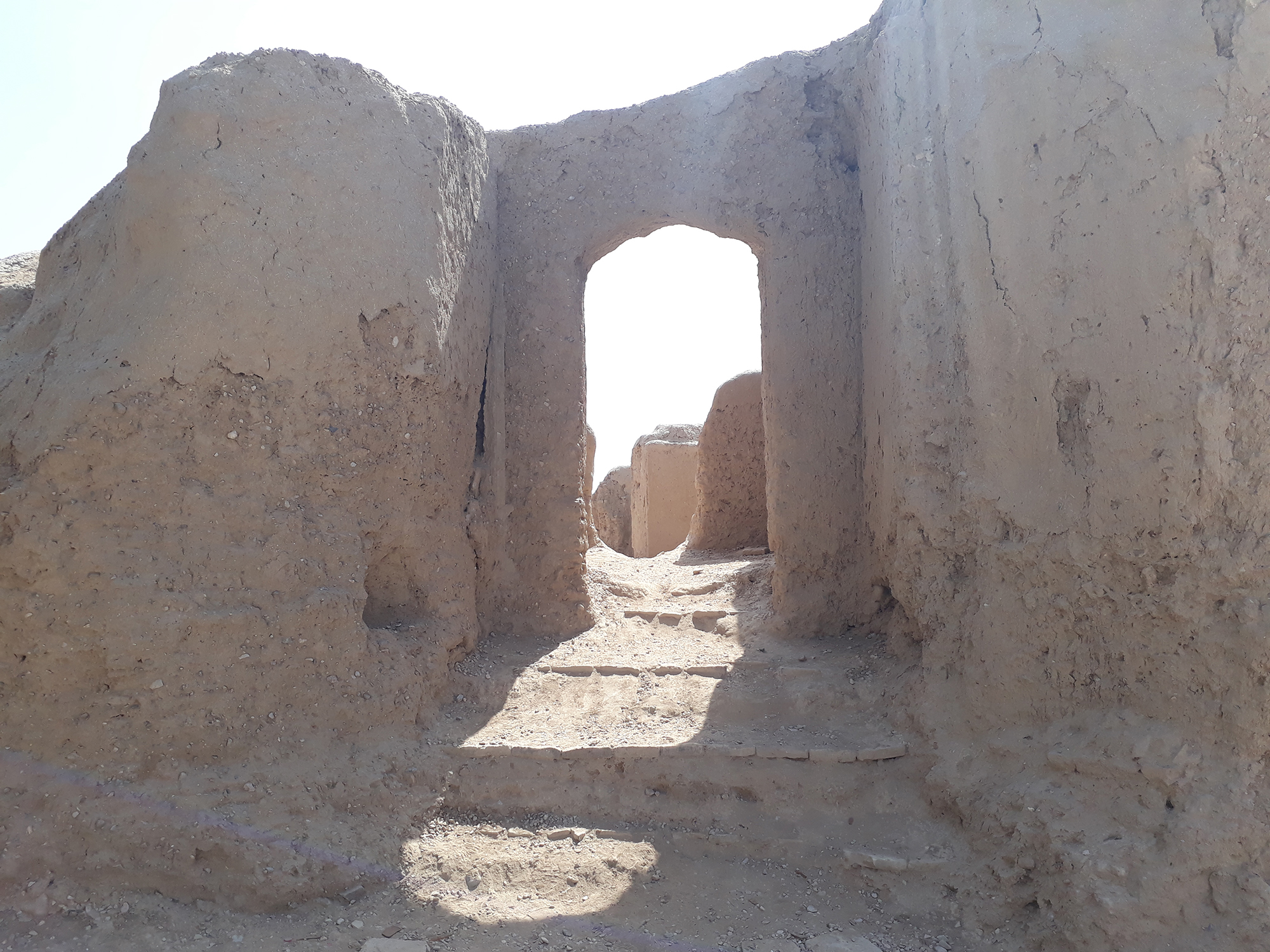
درب پشتی ارگ طبس

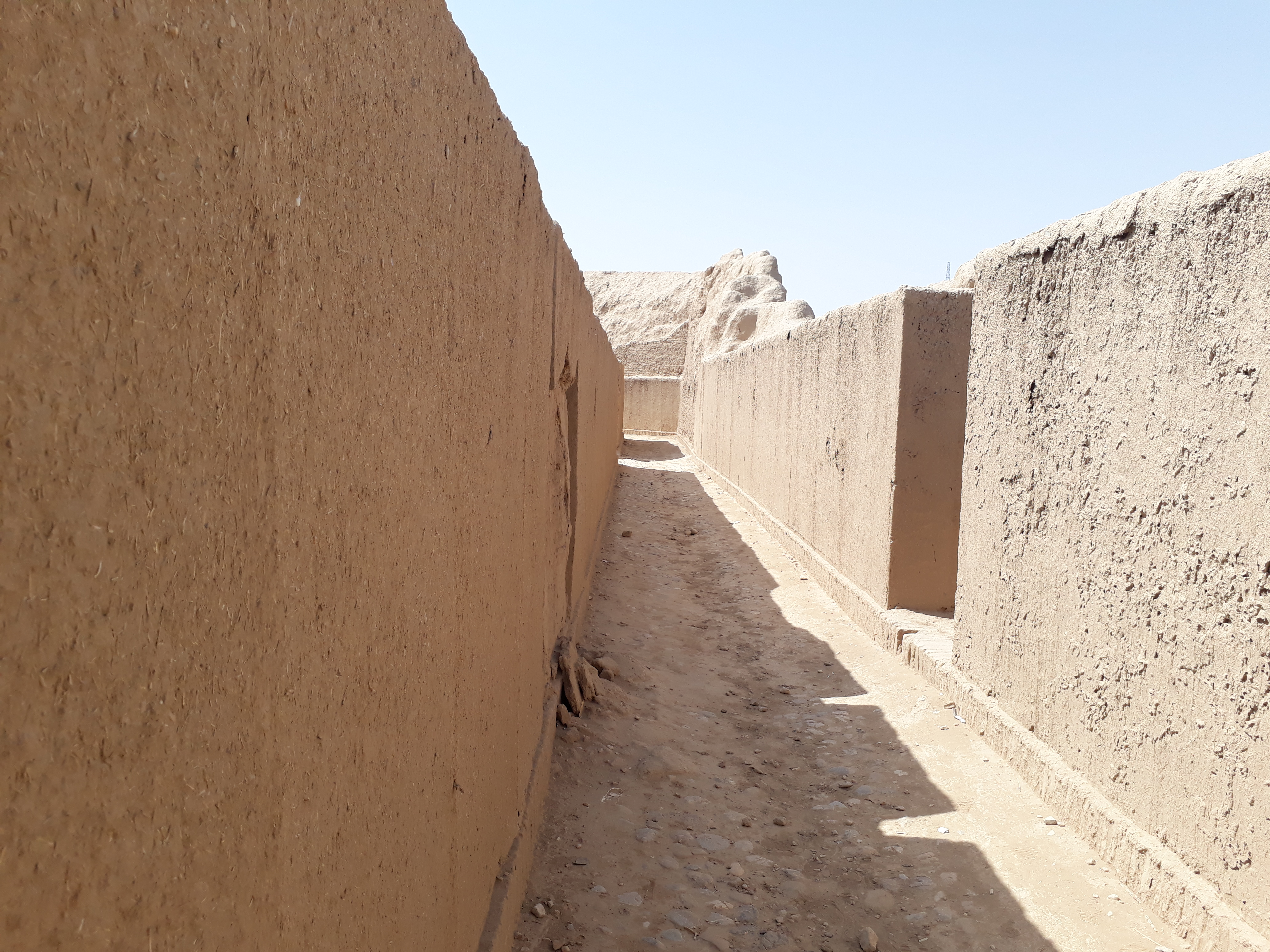
کوچه درون ارگ

ارگ طبس یا کهن‌دژ در استان خراسان جنوبی، شهرستان طبس، خیابان واعظ طبسی واقع شده‌است.
این ارگ در زمین لرزه طبس (۱۳۵۷) ویران شد ولی فعلاً به همان صورت دست نخورده باقی مانده‌است. گفته می‌شود این ارگ راه‌های زیر زمینی به خارج از قلعه داشته که سواری با اسب از داخل آن عبور می‌کرده است.
تاریخ ساختمان ارگ طبس مشخص نیست و از زمان‌های بسیار دور بوده‌است و ولی به وسیله میر حسن خان به سال ۱۲۱۶ قمری توسعه داده شده و دارای ۶ برج بوده که یکی معروف به برج نادر میرزا است.
وجه تسمیه این برج به خاطر زندانی شدن نادر میرزا یکی از شاهزادگان زند در آن به امر میر حسن خان بوده‌است.
ارگ طبس دارای کتیبه یا سنگ لوحی است. متن سنگ چنین است:
لی خمسه اطفی بهم حرالجحیم الحاطمه المصطفی و المرتضی و ابناهما و الفاطمه فی سنه ۱۲۱۶ (قمری)

یفتح بابا من الخاب بسم الله الرحمن الرحیم المتصدی الاشاره هذه البناء العالی الذی تضمن اعظم اولیاءالله تعالی و اصفیائه سلاله عتره الائمه الطاهره.
ارگ در نهم فرودین ماه سال ۱۳۸۷ به شمارهٔ ثبت ۲۳۰۵ به‌عنوان یکی از آثار ملی ایران به ثبت رسیده است.